# Tadeusz Wojtczak (żołnierz Armii Krajowej)
Tadeusz Wojtczak ps. Tadek (ur. 4 kwietnia 1913 w Dziembinie, zm. 1997) –  żołnierz Związku Walki Zbrojnej a następnie Armii Krajowej.

## Życiorys
Syn Stanisława. Od 1939 w konspiracji. Szef wywiadu rejonu, szef wywiadu Obwodu Łomża AK. Przewodnik wywiadu Armii Krajowej Obywatelskiej (AKO) oraz Zrzeszenia Wolność i Niezawisłość (WiN).
21 kwietnia 1947 ujęty przez Powiatowy Urząd Bezpieczeństwa Publicznego w Łomży. Aresztowany i 25 października 1952 skazany na 4 lata więzienia.